# Fiat Automobile Company

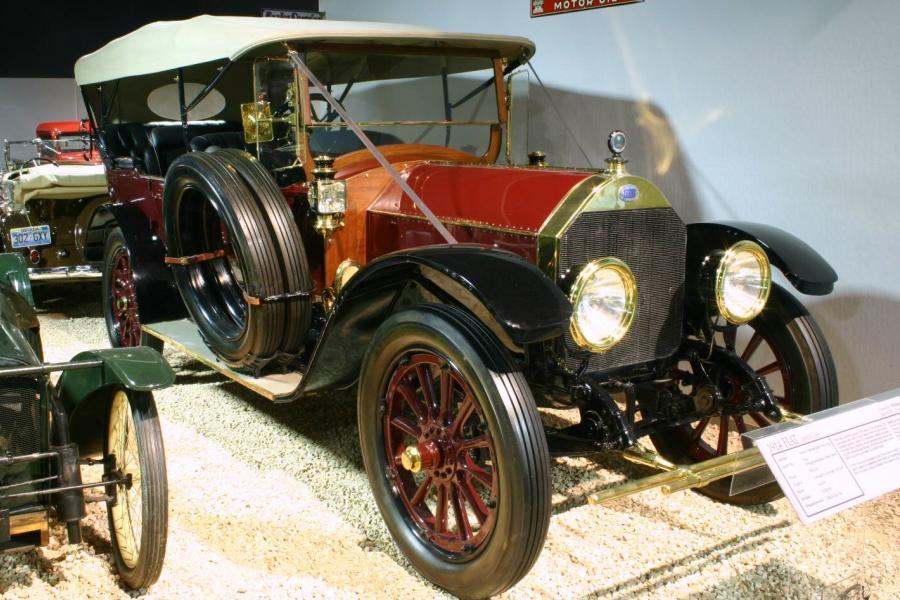
American Fiat Type 56 von 1914

Fiat Automobile Company war ein US-amerikanischer Hersteller von Automobilen.

## Unternehmensgeschichte
Geschäftsleute gründeten 1909 das Unternehmen in Poughkeepsie im US-Bundesstaat New York. Es bestand eine Verbindung zu Fiat S.p.A. Das Werk war im Frühling 1910 fertiggestellt. Wenig später begann die Produktion von Automobilen. Der Markenname lautete American Fiat. Die Fahrzeuge durften nicht exportiert werden. 1917 übernahm Fiat das Unternehmen und beendete 1918 die Produktion. Das Werk wurde im Februar oder März 1918 übernommen, und zwar je nach Quelle von den Gebrüdern Duesenberg von Duesenberg oder von Rochester-Duesenberg.

## Fahrzeuge
Im Angebot standen nur große Fahrzeuge. Ein Modell war eine eigenständige Entwicklung, die anderen dagegen entsprachen europäischen Modellen von Fiat.
Von 1910 bis 1911 war der Type 54 das einzige Modell. Er hatte einen Vierzylindermotor mit 5700 cm³ Hubraum und 30 PS (22 kW) Leistung. Der Radstand betrug 315 cm. Der offene Tourenwagen bot Platz für fünf Personen.
1912 blieb der Type 54 unverändert im Programm. Der eigenständige Type 56 kam dazu. Er hatte einen Sechszylindermotor mit stehenden Ventilen, 8600 cm³ Hubraum und 45 PS (33 kW) Leistung. Der Radstand betrug 343 cm. Ein siebensitziger Tourenwagen ist die einzige überlieferte Karosserieform.
1913 bestand das Sortiment aus drei Modellen. Zwischen den bekannten Type 54 und Type 56 rangierte der neue Typ 55. Sein Vierzylindermotor leistete 42 PS (31 kW) aus 9000 cm³ Hubraum. Das Fahrgestell hat 325 cm Radstand. Alle waren als siebensitziger Tourenwagen, fünfsitziger Phaeton, Limousine und Landaulet erhältlich.
1914 ergänzte der kleinere Typ 53 das Sortiment. Er hatte einen Vierzylindermotor mit 4400 cm³ Hubraum und 25 PS (18 kW) Leistung. Der Radstand betrug 295 cm. Er war als fünfsitziger Tourenwagen, Roadster, Runabout, Limousine in 3 verschiedenen Ausführungen,  Toy Tonneau, Coupé und Coupé de Ville erhältlich. Für den Type 54 sind Landaulet, Tourenwagen, Phaeton, Runabout und zwei verschiedene Limousinen überliefert. Den Type 55 gab es als siebensitzigen Tourenwagen, Runabout, Roadster, Landaulet sowie zwei verschiedene Limousinen. Für den Type 56 sind zwei verschiedene Limousinen, fünfsitziger Phaeton, Tourenwagen, Runabout und Landaulet angegeben.
1915 entfiel der Type 54. Der Type 53 blieb unverändert. Die Type 55 und Type 56 gab es als fünf- und siebensitzige Tourenwagen, zweisitzigen Roadster, dreisitzigen Runabout, viersitziges Toy Tonneau, siebensitziges Landaulet sowie als zwei siebensitzige Limousinen.
1916 entfiel der Type 53. Der Typ 55 stand als siebensitziges Landaulet, fünf- und siebensitziger Tourenwagen, dreisitziges Runabout sowie in zwei Versionen als siebensitzige Limousinen im Sortiment. Beim Type 56 war die Motorleistung nun mit 46 PS (34 kW) angegeben. Ihn gab es als siebensitzigen Tourenwagen, dreisitzigen Runabout, Landaulet sowie siebensitzige Limousine.
Von 1917 bis 1918 stand nur noch der Type 55 im Angebot. Sein Radstand war auf 356 cm verlängert worden. Überliefert sind siebensitziges Landaulet, fünf- und siebensitzige Tourenwagen, dreisitziger Runabout und siebensitzige Limousinen.

## Modellübersicht
| Jahr      | Modell  | Zylinder | Leistung (PS) | Radstand (cm) | Aufbau |
| --------- | ------- | -------- | ------------- | ------------- | --- |
| 1910–1911 | Type 54 | 4        | 30            | 315           | Tourenwagen 5-sitzig |
| 1912      | Type 54 | 4        | 30            | 315           | Tourenwagen 5-sitzig |
| 1912      | Type 56 | 6        | 45            | 343           | Tourenwagen 7-sitzig |
| 1913      | Type 54 | 4        | 30            | 315           | Tourenwagen 7-sitzig, Phaeton 5-sitzig, Limousine, Landaulet |
| 1913      | Type 55 | 4        | 42            | 325           | Tourenwagen 7-sitzig, Phaeton 5-sitzig, Limousine, Landaulet |
| 1913      | Type 56 | 6        | 45            | 343           | Tourenwagen 7-sitzig, Phaeton 5-sitzig, Limousine, Landaulet |
| 1914      | Type 53 | 4        | 25            | 295           | Tourenwagen 5-sitzig, Roadster, Runabout, Limousine, Berline, Toy Tonneau, Coupé, Sedan, Town Car                                                                |
| 1914      | Type 54 | 4        | 30            | 315           | Landaulet, Tourenwagen, Phaeton, Runabout, Limousine, Berline |
| 1914      | Type 55 | 4        | 42            | 325           | Tourenwagen 7-sitzig, Runabout, Limousine, Roadster, Landaulet, Berline                                                                                          |
| 1914      | Type 56 | 6        | 45            | 343           | Limousine, Phaeton 5-sitzig, Tourenwagen, Runabout, Landaulet, Berline                                                                                           |
| 1915      | Type 53 | 4        | 25            | 295           | Tourenwagen 5-sitzig, Roadster, Runabout, Limousine, Berline, Toy Tonneau, Coupé, Sedan, Town Car                                                                |
| 1915      | Type 55 | 4        | 42            | 325           | Tourenwagen 7-sitzig, Tourenwagen 5-sitzig, Roadster 2-sitzig, Runabout 3-sitzig, Limousine 7-sitzig, Berline 7-sitzig, Toy Tonneau 4-sitzig, Landaulet 7-sitzig |
| 1915      | Type 56 | 6        | 45            | 343           | Tourenwagen 7-sitzig, Tourenwagen 5-sitzig, Roadster 2-sitzig, Runabout 3-sitzig, Limousine 7-sitzig, Berline 7-sitzig, Toy Tonneau 4-sitzig, Landaulet 7-sitzig |
| 1916      | Type 55 | 4        | 42            | 325           | Landaulet 7-sitzig, Tourenwagen 7-sitzig, Tourenwagen 5-sitzig, Runabout 3-sitzig, Limousine 7-sitzig, Berline 7-sitzig                                          |
| 1916      | Type 56 | 4        | 46            | 343           | Tourenwagen 7-sitzig, Runabout 3-sitzig, Limousine 7-sitzig, Berline 7-sitzig, Laudaulet                                                                         |
| 1917–1918 | Type 55 | 4        | 42            | 356           | Landaulet 7-sitzig, Tourenwagen 7-sitzig, Tourenwagen 5-sitzig, Runabout 3-sitzig, Limousine 7-sitzig, Berline 7-sitzig                                          |